# Paralophia
Paralophia  P.J.Cribb & Hermans, 2005 è un genere di piante della famiglia delle Orchidacee, endemico del Madagascar.

## Tassonomia
Il genere Paralophia appartiene alla sottofamiglia Epidendroideae (tribù Cymbidieae, sottotribù Eulophiinae).
Comprende 2 specie:
- Paralophia epiphytica (P.J.Cribb, Du Puy & Bosser) P.J.Cribb, 2005
- Paralophia palmicola (H.Perrier) P.J.Cribb, 2005

## Distribuzione e habitat
Entrambe le specie del genere sono endemiche del Madagascar.
Paralophia epiphytica cresce sulle palme Elaeis guineensis, Raphia farinifera e Dypsis spp., mentre Paralophia palmicola cresce sui tronchi di Ravenea xerophila.